# جمیله الداما
جمیله الداما (عربی: جمیلة الداما؛ زادهٔ ۱۴ اوت ۱۹۷۲ زاده هاوانا) ورزشکار دو و میدانی رشته پرش سه‌گام اهل کوبا است که تا سال ۲۰۰۳ به نمایندگی از کوبا، بین سال‌های ۲۰۰۴ تا ۲۰۱۰ به نمایندگی از سودان و از سال ۲۰۱۱ به نمایندگی از بریتانیا در مسابقات جهانی دو و میدانی، بازی‌های پان امریکن، مسابقات قهرمانی دو و میدانی آفریقا، بازی‌های پان عربی، بازی‌های آمریکای مرکزی و کارائیب، مسابقات دو و میدانی داخل سالن جهان، بازی‌های آفریقایی و مسابقات دو و میدانی داخل سالن جهان در مجموع برندهٔ ۷ مدال طلا، ۶ مدال نقره و ۱ مدال برنز شده‌است.